# Hudson Bend
Hudson Bend is een plaats (census-designated place) in de Amerikaanse staat Texas, en valt bestuurlijk gezien onder Travis County.

## Demografie
Bij de volkstelling in 2000 werd het aantal inwoners vastgesteld op 2369.

## Geografie
Volgens het United States Census Bureau beslaat de plaats een oppervlakte van
17,3 km², waarvan 10,3 km² land en 7,0 km² water.

## Plaatsen in de nabije omgeving
De onderstaande figuur toont nabijgelegen plaatsen in een straal van 12 km rond Hudson Bend.